# Réserve naturelle de Gashi
Cette réserve a été regroupée avec le parc national de Thethi et le parc national de la vallée de Valbona pour former le parc national des Alpes albanaises.
La réserve naturelle de Gashi (albanais : Rezerva Natyrore e Lumit të Gashit), est une réserve naturelle situé dans la municipalité de Tropojë dans le nord de l'Albanie. Elle a été fondée en 1996 et protège 3 000 hectares.